# Dean Edwards
Dean Edwards (The Bronx, 30 de julho de 1970) é um comediante, ator, dublador, escritor, produtor e músico estadunidense.

## Biografia
Ex-membro um elenco no seriadoSaturday Night Live, Edwards atuou em vários filmes e programas de TV (como The Sopranos,Tony 'n' Tina casamento, Universal Remote, Marci X, e Spider-Man 3 em uma aparição cameo) e jogou o papel do de Donkey emShrekless Scared.

## Filmografia

### Televisão
- Saturday Night Live
- Melrose Place
- Celebrity Deathmatch
- The Sopranos
- Fins de semana no DL
- Where My Dogs At?
- Robotomy
- Scared Shrekless (voz)
- Noite suspense

### Cinema
- 2003 - Saturday Night Live Weekend Halftime Atualização Especial
- 2003 - Marci X
- 2004 - Wedding Tina Tony N '
- 2006 - A New Wave
- 2007 - universal Remote
- 2007 - Homem-Aranha 3
- 2008 - Goyband
- 2010 - Tolos de abril